# 도널드 트럼프의 머그샷
2023년 8월 24일, 공갈 및 관련 혐의로 기소된 후 2024년 미국 대통령 선거에서 승리한 전 미국 대통령 도널드 트럼프는 조지아주 애틀랜타에 위치한 풀턴군 교도소 당국에 자진 출두하여 머그샷을 찍었다. 사진 속 트럼프는 파란색 정장에 흰 셔츠와 빨간 넥타이를 입고 회색 배경 앞에서 카메라를 노려보고 있다. 그의 얼굴은 측면과 위에서 비치는 조명에 의해 비춰지고 있다. 이 사진은 미국 대통령의 첫 번째이자 현재까지 유일한 경찰 수감 사진이다. 공개된 후 머그샷은 트럼프의 2024년 대선 캠페인 상품, 인터넷 밈, 그리고 전 세계 다양한 언론 보도에 사용되었다. 2025년부터는 오벌 오피스 입구에도 전시되었다.

## 배경
2023년 8월 14일, 조지아주 풀턴군의 대배심은 트럼프를 선거 공갈 및 관련 범죄 혐의로 기소하고 체포 영장을 발부했다. 풀턴군 지방 검사 파니 윌리스는 트럼프에게 자진 출두 옵션을 제시했다. 8월 24일 동부 일광 절약 시간(EDT) 오후 7시 30분 직후, 트럼프는 조지아주 애틀랜타의 풀턴군 교도소에 자진 출두하여 수감자 번호 P01135809를 받고, 절차를 거쳐 보석으로 풀려났다. EDT 오후 8시 5분, 풀턴군 교도소 워터마크가 없는 수감 사진 복사본이 X (소셜 네트워크)에 게시되었다. CNN은 오후 9시 27분에 공식 이미지를 공개했다.
오후 9시 38분, 트럼프는 자신의 X (소셜 네트워크) 계정에 "머그샷 - 2023년 8월 24일, 선거 개입, 절대 항복하지 않는다!"라는 글과 함께 사진을 게시했다. 이 게시물에는 위닝레드 페이지로 연결되는 링크가 포함되어 있었는데, 이는 그의 2024년 대선 캠페인을 위한 기부금을 모금하는 페이지였다. 이 게시물은 일론 머스크가 플랫폼을 인수한 후 2022년 11월에 트럼프의 계정이 복구된 이래 그의 트위터 활동의 첫 번째 사례였다.

## 활용

### 모금 활동
2023년 4월 뉴욕시에서 트럼프의 기소인부절차를 앞두고, 그의 며느리 라라 트럼프는 트럼프의 머그샷이 "미국 역사상 가장 유명한 머그샷으로 기록될 것"이라고 말했다. 전 트럼프 대변인 호건 기들리는 그런 사진이 "역대 가장 남자답고, 가장 남성적이며, 가장 잘생긴 머그샷"이 될 것이라고 농담했다. 기소인부절차 중에는 수감 사진이 찍히지 않았고, 트럼프의 선거 운동 웹사이트는 가상 머그샷이 그려진 티셔츠를 판매하기 시작했다.
트럼프가 8월 24일 풀턴군 교도소에서 풀려난 지 90분 만에 트럼프 캠페인은 그의 수감 사진이 박힌 티셔츠, 머그컵 및 기타 상품을 판매하기 시작했다. 8월 26일, 캠페인은 사진 공개 이후 710만 달러를 모금했다고 밝혔다. 링컨 프로젝트와 엣시의 판매자 등도 수감 사진이 박힌 상품을 판매하기 시작했다. 저작권을 가지고 있지 않은 트럼프 캠페인은 사전 허가를 받지 않은 사용자에게 소송을 제기하겠다고 위협했다.
2023년 12월, 트럼프는 "머그샷 에디션"이라는 이름으로 대체 불가능 토큰 형태의 디지털 트레이딩 카드 세트를 출시했다. 각 99달러에 10만 장의 디지털 카드가 출시되었다. 47장 이상의 디지털 트레이딩 카드를 구매한 고객은 2,042장 한정판 실물 트레이딩 카드 중 한 장을 받을 수 있으며, 이 중 25장은 트럼프가 직접 서명했으며, 풀턴군 교도소에서 머그샷을 찍을 때 입었던 정장 조각과 마러라고에서 트럼프와 함께 식사할 초대장이 포함되어 있다. 최소 100장 이상의 카드를 구매한 최초 200명의 고객은 특별한 NFT, 트럼프와 함께하는 칵테일 리셉션 입장권 2매, 트럼프의 정장과 넥타이 조각이 포함된 두 번째 실물 카드, 그리고 기념 카드 2장을 추가로 받았다.

### 언론 보도
미국 및 기타 국가의 많은 신문들은 인쇄판 첫 페이지에 머그샷을 "크게 실거나" 기사로 다루었으며, 일부는 첫 페이지에 수감 사진의 썸네일과 함께 티저를 인쇄했다. 다른 뉴스 매체들은 보도에 대해 보도했다.
폭스 뉴스는 트럼프가 구금에서 풀려난 직후 진행한 독점 인터뷰 기사에서 머그샷을 보도했다. 폭스 뉴스는 트럼프가 "조지아주 관리들이 머그샷을 '요구'했으며, 그는 '그렇게 하기로 동의했다'"고 말했다고 인용했다.

### 백악관에서

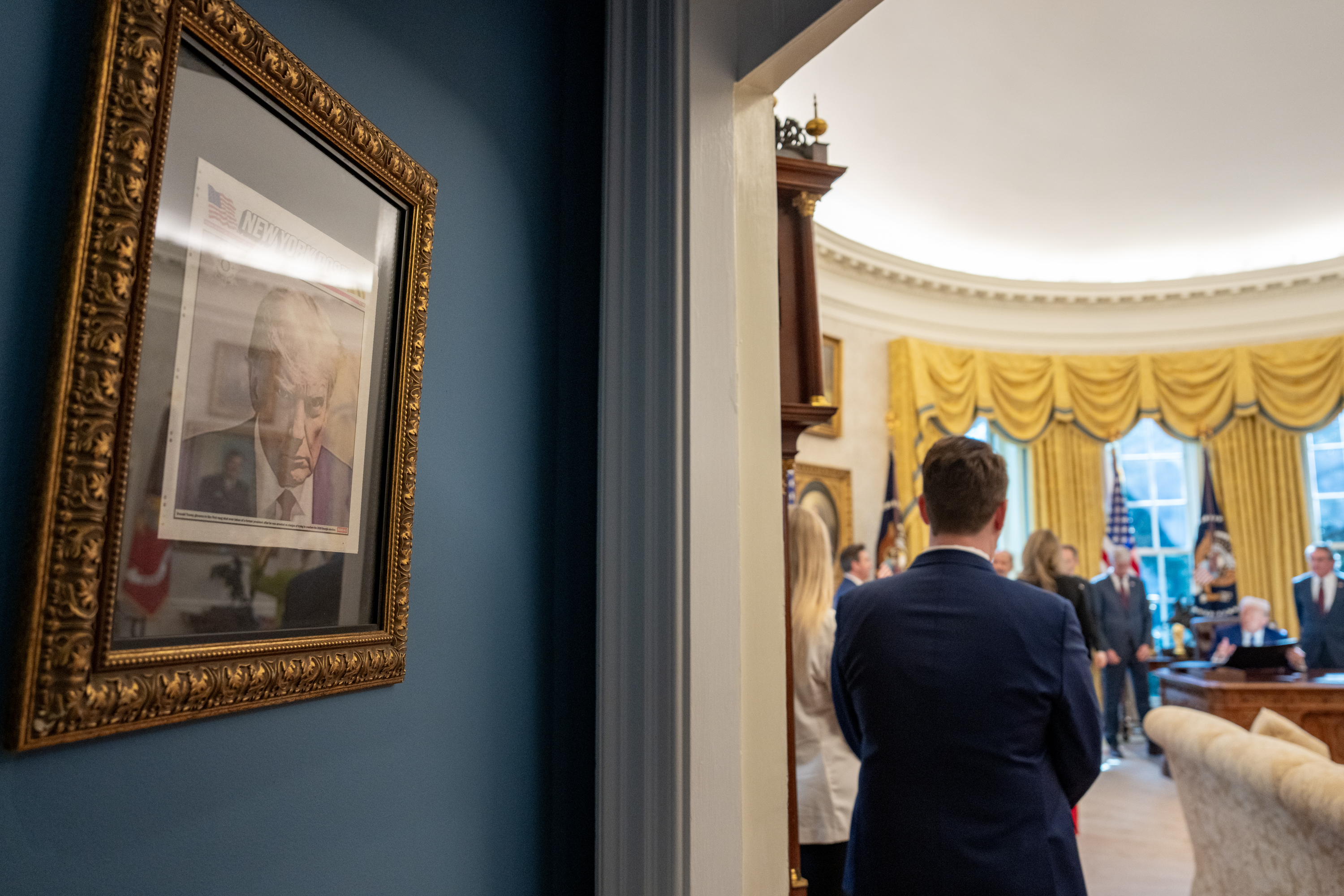
오벌 오피스 밖에 걸려 있는 트럼프의 머그샷.

도널드 트럼프 2기 행정부 당시, 뉴욕 포스트의 머그샷 표지판이 오벌 오피스 바로 밖 복도에 금색 액자에 걸려 있었다. 액자에 걸린 표지를 보여주는 가장 초기의 사진 중 하나는 2025년 2월 4일 이스라엘 총리 베냐민 네타냐후의 방문 중에 촬영되었다.

## 반응
AP (통신사)는 이 사진을 "미국의 순간"이자 "도널드 트럼프가 사라진 후에도 역사책에 오래도록 남을 불멸의 이미지"라고 불렀다. 이들은 이 사진을 트럼프가 마치 "렌즈를 통해 숙적을 노려보는 듯이" 카메라를 도전적으로 노려보는 모습으로 묘사했다. 가디언의 크리스 맥그리얼은 이 사진을 10년대를 정의하는 머그샷이자 현대 미국 정치를 정의하는 사진이라고 언급했다. 그는 "트럼프의 적대감은 그가 카메라 위로 눈을 치켜뜨고 굳게 다문 입에서 빛난다. [...] 파란색 정장에 흰 셔츠와 빨간 넥타이를 입은 그는 다른 피고인들과는 달리 웃으려는 시도조차 하지 않는다. 이 사진은 아첨하지 않지만 많은 트럼프 지지자들이 듣고 싶어 하는 메시지인 호전성을 전달한다"고 덧붙였다.
뉴욕 타임스 패션 평론가 버네사 프리드먼은 이 이미지를 "전례 없는 역사적인 머그샷"이라고 불렀고, "그의 얼굴은 위에서 쏟아지는 눈부신 흰색 섬광에 비춰져 그의 애시 블론드 머리카락은 스포트라이트를 받은 듯 빛났다. [...] 그는 눈살을 찌푸리고, 웃지 않으며, 눈은 이상하게 핏발이 서고, 이마는 찌푸리고, 턱은 당겨져 마치 카메라에 헤딩이라도 할 듯이 노려본다. 이 이미지는 마러라고나 트럼프 타워, 혹은 재임 기간 동안 트럼프 씨가 선호했던 사진 촬영의 배경이 되었던 깃발이나 화려함 없이 간결하며, 권력과 성공의 황금빛 광채를 전달한다."라고 언급했다. 프리드먼은 역사가 숀 윌렌츠의 말을 인용하며, 트럼프의 수많은 사진 중에서 이 사진이 가장 유명하거나 악명 높은 사진이 될 수 있으며, "수십 년 전 리처드 닉슨의 '나는 사기꾼이 아니다.'로 시작된 미국 정치적 흐름의 궁극적인 북엔드 역할을 할 수 있을 것"이라고 말했다.
CNN은 이 이미지를 "총사령관으로 재직했던 인물들의 가장 상징적인 이미지 중 하나"이자 "이미지가 전부인 전 리얼리티 스타에게는 분명히 거슬릴 정도로 간결한 모습"이라고 불렀다. 인디펜던트는 "45대 대통령은 카메라를 똑바로 노려보며, 눈살을 찌푸리고 크고 덥수룩한 눈썹을 내린 채 자신의 운명에 맞서고 있다"고 평하며, "트럼프의 머그샷이 역사적으로나 문화적으로나 중요하며, 곧 영원히 어디에서나 볼 수 있게 될 것이라는 점은 부인할 수 없는 사실"이라고 덧붙였다.
데일리 텔레그래프는 "45대 대통령은 눈썹을 찌푸리고 입술을 다문 채 위협적인 인상을 짓고 있는 모습으로, 세계적으로 유명한 이미지가 될 것으로 보인다. 그의 머리와 어깨 위쪽이 사진에 담겨 있다"고 전했다. 타임 (잡지)는 "그의 백금색 솜사탕 같은 머리카락이 교도소의 거친 조명 아래 반짝인다. 그의 눈은 굳은 시선으로 고정되어 있다. 그의 입은 찌푸린 표정으로 평평해져 있다. 일부 공동 피고인들처럼 웃는 대신 그는 찌푸린 얼굴을 하고 있는 것으로 보인다"고 평했다. BBC 뉴스는 이 사진의 구도를 "사진작가의 악몽"이라고 불렀다.

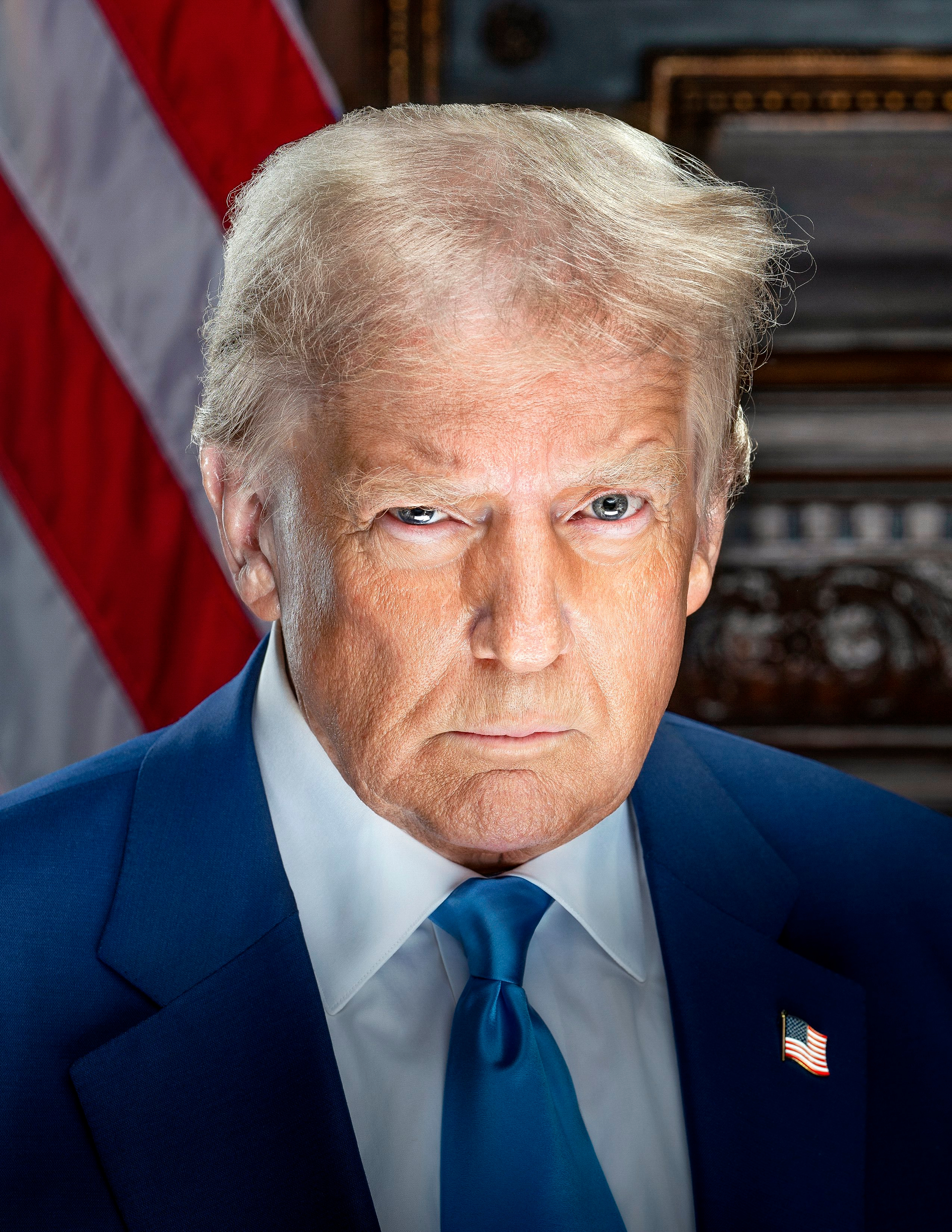
트럼프의 2025년 취임 초상화(사진)는 머그샷에서 영감을 받은 것으로 알려졌다.

영국 영화 평론가 로비 콜린은 트럼프의 표정을 미국 영화 제작자 스탠리 큐브릭의 영화 속 여러 기억에 남는 캐릭터들을 상징하는 "큐브릭 응시"에 비유했다. 인터넷 밈과 논평에서 이 수감 사진은 고스트버스터즈 2에 나오는 비고 더 크루얼 캐릭터의 "위협적인 응시"를 모방한 것으로도 알려졌으며, 영화 쥬랜더의 동명 캐릭터의 "블루 스틸" 포즈와도 유사하다고 언급되었다(트럼프 자신도 이 영화에 카메오 출연한 바 있다).
뉴욕 타임스 칼럼니스트 모린 다우드는 "도널드 트럼프의 사진은 '불쾌한 패러디'였어야 했다. 그의 인생에서 사기꾼이 저지른 짓을 반영했어야 했다. 그의 고집스러운 얼굴보다는 그의 부패한 영혼을 보여줬어야 했다. 우리나라의 영혼인 민주주의를 박살내고 우리 기관에 대한 믿음을 파괴할 의향이 있는, 단지 패배자라는 말을 피하기 위해서 모든 것을 감수하는 냉소적이고 타락한 인간을 보여줬어야 했다"고 평했다. 8월 27일, 미술 평론가 제리 솔츠는 이 머그샷을 "세계에서 가장 유명한 사진"이라고 부르며 "이미 그 찡그린 얼굴의 남자는 자신의 초상화를 저항의 선언이자 박해 주장의 상징으로 사용하고 있으며, 이는 빨간 MAGA 모자만큼이나 사악하게 영리한 상징"이라고 덧붙였다.
기자가 사진에 대한 의견을 묻자 트럼프의 첫 임기 후임이자 두 번째 임기 전임자인 조 바이든 대통령은 "잘생긴 남자, 멋진 남자"라고 농담했다. 바이든이 7월에 출마를 철회한 후, 트럼프는 11월 5일 카멀라 해리스를 상대로 결국 선거에서 승리했다.
2024년 2월 23일, 트럼프는 선거 유세 연설에서 자신의 네 건의 형사 기소와 머그샷이 흑인 유권자들 사이에서 인기를 높였으며, 자신의 법적 위험을 역사적 흑인 차별에 비유한 발언으로 비판을 받았다. 그는 "애틀랜타에서 머그샷을 찍었을 때, 그 머그샷은 1위였다. 누가 그것을 가장 많이 받아들였는지 아는가? 흑인 인구였다"고 말했다.
2024년 타임 (잡지)의 타임 올해의 인물로 선정된 후, 트럼프는 자신의 머그샷 아래 "어떻게 시작되었나"라는 글과 함께 "어떻게 진행되고 있나"라는 글 아래 타임지 표지를 나란히 놓은 인터넷 밈을 유머러스하게 게시했다. 2025년 1월 17일, 취임일 3일 전, 트럼프 전환팀은 트럼프와 차기 부통령 JD 밴스의 취임 초상화를 공개했다. 밴스는 미소를 짓고 있었지만, 트럼프의 표정은 2023년 머그샷에서 영감을 받은 것으로 알려졌다.

## 같이 보기
- 도널드 트럼프가 주먹을 치켜든 사진
- 도널드 트럼프의 대중적 이미지
- 가장 중요한 사진으로 여겨지는 사진 목록
- 미국 대통령 최초 기록 목록